# Chevry (Ain)
Chevry es una comuna francesa situada en el departamento de Ain, de la región de Auvernia-Ródano-Alpes. 

## Geografía
Chevry se encuentra entre Gex y Saint-Genis-Pouilly, en la carretera departamental RD 984, que es el principal acceso a la población.
La comuna incluye también las aldeas de Veraz (al Este) y de Naz-Dessous (al Norte).

## Demografía
| 313 | 346 | 574 | 637 | 733 | 803 | 1 065 | 1 217 | 1 396 | 1 980 |
| Para los censos de 1962 a 1999 la población legal corresponde a la población sin duplicidades (Fuente: INSEE [Consultar]) |     |     |     |     |     |       |       |       |       |